# Stivuitor

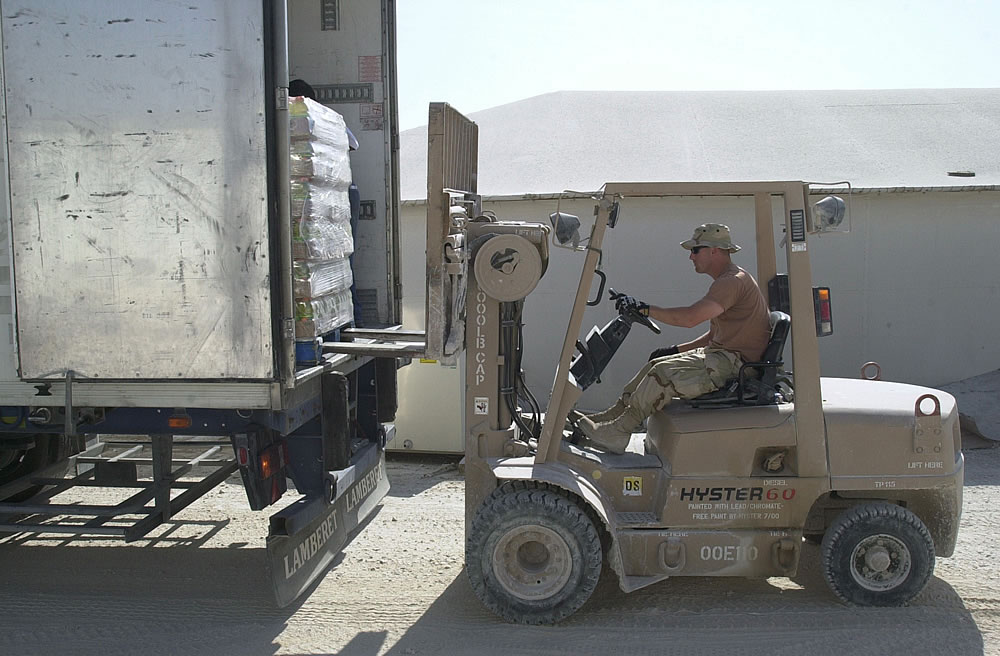
Stivuitor manevrat pentru încărcarea mărfurilor într-un camion

Stivuitorul este o mașină autopropulsată sau manevrată de către om și este folosit la transportul mărfurilor atât pe orizontală, cât și pe verticală.

## Clasificarea stivuitoarelor
După modul de deplasare stivuitoarele pot fi:
- autopropulsate:
  - motostivuitoare: cu motor pe benzină, pe motorină, cu GPL;
  - electrostivuitoare: acționate de un motor electric;
- manuale: împinse/trase de către om.

După locul de comandă al stivuitoarelor:
- cu conducător pe scaun;
- cu conducător purtat în picioare;
- cu conducător pedestru;

După mărimea capacității de încărcare:
- capacitate mică: 5-12 kN
- capacitate medie: 20-50 kN
- capacitate mare > 50 kN

## În România
În România, în anul 2013, piața de echipamente de acest fel era estimată la 1.500 de unități.
În anul 2004, piața de stivuitoare a fost de 1.264 de echipamente vândute, în valoare de 9 milioane euro, față de 681 de unități în anul 2003.